# روبرت إس. كالفرت
روبرت إس. كالفرت (بالإنجليزية: Robert S. Calvert)‏ هو سياسي أمريكي، ولد في 11 أبريل 1891 بماكغريغور في الولايات المتحدة، وتوفي في سبتمبر 1981 بأوستن في الولايات المتحدة. حزبياً، نشط في الحزب الديمقراطي.